# Igor Bychkov
Igor Bychkov (Donec'k, 7 marzo 1987) è un astista spagnolo di origine ucraina.

## Biografia
Nato in Ucraina, si è trasferito in Spagna, a Barcellona, all'età di 11 anni ed ha ottenuto la cittadinanza nel 2007. Ha iniziato a competere nei circuiti nazionali di atletica leggera all'età di 18 anni ed esordito internazionalmente nel 2010 con la nazionale seniores. 
Nel 2011, ai Mondiali di Taegu, è stato il primo astista spagnolo a raggiungere una finale mondiale. L'anno seguente ha preso parte alla finale dei Giochi olimpici di Londra 2012.

## Palmarès
| Anno | Manifestazione  | Sede         | Evento           | Risultato | Prestazione | Note |
| ---- | --------------- | ------------ | ---------------- | --------- | ----------- | ---- |
| 2010 | Ibero-americani | San Fernando | Salto con l'asta | 4º        | 5,30 m      |      |
| 2010 | Europei         | Barcellona   | Salto con l'asta | nm (q)    | nm (q)      |      |
| 2011 | Mondiali        | Taegu        | Salto con l'asta | Finale    | nm          |      |
| 2012 | Europei         | Helsinki     | Salto con l'asta | Finale    | nm          |      |
| 2012 | Giochi olimpici | Londra       | Salto con l'asta | 11º       | 5,50 m      |      |
| 2013 | Mondiali        | Mosca        | Salto con l'asta | nm (q)    | nm (q)      |      |
| 2014 | Europei         | Zurigo       | Salto con l'asta | 16º (q)   | 5,30 m      |      |
| 2017 | Mondiali        | Londra       | Salto con l'asta | nm (q)    | nm (q)      |      |

## Campionati nazionali
- 6 volte campione nazionale di salto con l'asta (2011-2016)
- 3 volte campione nazionale di salto con l'asta indoor (2008; 2016-2017)

## Altre competizioni internazionali
2017
- agli Europei a squadre (Super League) ( Lilla), salto con l'asta - 5,55 m